# Bullhead
Bullhead è il terzo album dei Melvins, pubblicato nel 1991 dalla Boner Records. In questo album possiamo notare che i tempi dei pezzi si allungano notevolmente rispetto ai precedenti lavori, dove le canzoni erano per la maggior parte sotto i 2/3 minuti. Data la natura delle composizioni, Bullhead viene considerato come uno degli album più "duri" di tutti i tempi.
Il suono della chitarra di King Buzzo si presenta molto distorto richiamando alle influenze di Black Sabbath e Black Flag.
Dale Crover si avvale di un suono di batteria molto pesante come da tradizione Doom e Sludge Metal.

## Formazione
- Buzz Osborne - voce, chitarra
- Lorax - basso
- Dale Crover - batteria, voce

## Tracce
Testi e musiche di Buzz Osborne, eccetto dove indicato.
1. Boris – 8:34
2. Anaconda – 2:23
3. Ligature – 3:49
4. It's Shoved – 2:35
5. Zodiac – 4:14
6. If I Had An Exorcism – 3:07
7. Your Blessened – 5:39
8. Cow – 4:31